# Pronectria santessonii
Pronectria santessonii är en lavart som först beskrevs av Lowen & D. Hawksw., och fick sitt nu gällande namn av Lowen 1990. Pronectria santessonii ingår i släktet Pronectria och familjen Bionectriaceae.  Arten är reproducerande i Sverige. Inga underarter finns listade i Catalogue of Life.